# Nygmiini
Tribu
Les Nygmiini sont une tribu de lépidoptères (papillons) de la famille des Erebidae et de la sous-famille des Lymantriinae. 

## Systématique
La tribu des Nygmiini a été décrite par l'entomologiste anglais Jeremy Daniel Holloway en 1999.

## Liste des genres
Selon BioLib (10 juillet 2025) :
- Albarracina Staudinger, 1883
- Arna Walker, 1855
- Artaxa Walker, 1855
- Aurivalva Li & Wang, 2024
- Bembina Walker, 1865
- Choerotricha Felder, 1874
- Cozola Walker, 1865
- Euproctis Hübner, 1819
- Lacida Walker, 1855
- Nygmia Hübner, 1820
- Orvasca Walker, 1865
- Somena Walker, 1856
- Sundaroa Holloway, 1999
- Toxoproctis Holloway, 1999

## Lienx externes
- (en) Fauna Europaea : Nygmiini (consulté le 16 mars 2023)
- (en) BioLib : Nygmiini Holloway, 1999
- (en) FUNET Tree of Life : Lymantriidae  avec la tribu Nygmiini
- (fr + en) ITIS : Nygmiini Holloway, 1999